# La Couleur de l'abîme
Pour plus de détails, voir Fiche technique et Distribution.
La Couleur de l'abîme est un téléfilm français réalisé par Pascal Kané, diffusé en 1983.

## Synopsis
Jacques et Dominique séjournent pendant les vacances dans leur maison dans les Cévennes en compagnie de leurs enfants. Cette année, la petite famille rencontre un couple d'américains passionnés par la spéléologie qui les invitent à se joindre à eux pendant une excursion. Jacques et son fils acceptent, mais ils vont amèrement regretter leur choix.

## Fiche technique
- Titre français : La Couleur de l'abîme
- Réalisation : Pascal Kané
- Scénario : Pascal Kané
- Pays d'origine : France
- Genre : drame
- Date de première diffusion : 1983

## Distribution
- Jean-François Stévenin : Jacques
- Évelyne Dress : Dominique
- Sagamore Stévenin